# Benincasa da Laterina
Benincasa da Laterina, detto anche l'Aretino, o Benincasa d'Arezzo (Laterina, XIII secolo – Roma, 1300 circa), è stato un magistrato italiano e giudice a Siena, nonché famoso giureconsulto e podestà del XIII secolo.

## Biografia
Benincasa da Laterina fu ucciso e decapitato a Roma, dove si era trasferito per esercitare la funzione di giudice, da Ghino di Tacco, il brigante nativo de La Fratta, facente parte del castello di Torrita (attualmente Torrita di Siena), che vendicò in tal modo la condanna capitale sentenziata dal giudice, ed eseguita a Siena, contro il padre e lo zio.
È citato da Dante nel Purgatorio - Canto VI, v. 13-14:
Quiv'era l'Aretin che da le braccia
Fiere di Ghin di Tacco ebbe la morte